# Szurdże Kord
Szurdże Kord – wieś w Iranie, w ostanie Azerbejdżan Zachodni, w szahrestanie Mijandoab. W 2006 roku liczyła 357 mieszkańców.